# Leuze (Éghezée)
Pour les articles homonymes, voir Leuze.
Leuze (en wallon Leuze-dilé-Du) est une section de la commune belge d'Éghezée située en Région wallonne dans la province de Namur.
C'était une commune à part entière avant la fusion des communes de 1977.

## Étymologie
Le nom de Leuze proviendrait du mot celte « lodusa » signifiant « boue ».

## Évolution démographique
- Source: DGS, 1831 à 1970=recensements population, 1976= habitants au 31 décembre

## Patrimoine et culture

### Patrimoine architectural
- Eglise Saint-Martin. Construite en style néo-classique en 1850[1].